# Confessions of the Fallen
Confessions of the Fallen è l'ottavo album in studio del gruppo musicale statunitense Staind, pubblicato il 15 settembre 2023 dalla BMG Rights Management e dalla Alchemy Recordings.

## Tracce
1. Lowest in Me – 3:07
2. Was Any of It Real? – 2:51
3. In This Condition – 3:29
4. Here and Now – 3:57
5. Out of Time – 3:15
6. Cycle of Hurting – 3:49
7. The Fray – 4:03
8. Better Days – 3:45
9. Hate Me Too – 3:16
10. Confessions of the Fallen – 3:50

## Formazione
- Aaron Lewis – voce
- Mike Mushok – chitarra
- Johnny April – basso
- Sal Giancarelli – batteria